# Лион Фойхтвангер
Лион Фойхтвангер (на немски: Lion Feuchtwanger) е немски белетрист и драматург.

## Биография и творчество
Лион Фойхтвангер е роден в Мюнхен в еврейско семейство на фабрикант.
Фойхтвангер следва история, философия, германистика и антропология в Мюнхен и Берлин, пътува много из Италия и Франция. Когато избухва Първата световна война, Фойхтвангер е интерниран в Тунис. Бягството от лагера му дава възможност да се завърне в Германия, където започва да пише драми и театрална критика; тогава го свързва творческа дружба с Бертолт Брехт.
Големият литературен успех на Лион Фойхтвангер идва с романа „Грозната херцогиня Маргарете Маулташ“ (1923), а после и с „Евреинът Зюс“ (1925). В трилогията си „Чакалнята“, включваща романите „Успех“ (1930), „Семейство Оперман“ (1933) и „Изгнание“ (1940), Фойхтвангер анализира причините за настъпващия в Германия националсоциализъм.
След като в 1933 г. на власт в страната идва Хитлер, писателят сам поема пътя на изгнанието. Книгите му са забранени и биват публично изгаряни на клада. Тогава Фойхтвангер създава романа „Лъженерон“ (1936). През 1941 г. писателят емигрира в САЩ, установява се в Калифорния и живее там до смъртта си. В емиграция публикува романите „Братя Лаутензак“ (1944) и „Симон“ (1944), завършва и монументалната биографична трилогия за еврейския историк Йосиф Флавий, съставена от романите „Юдейската война“ (1932), „Синовете“ (1935) и „Ще дойде денят“ (1942). Голяма популярност му създават романите „Лисици в лозето“ (1947-1948), „Гоя“ (1951), „Мъдростта на чудака“ (1952) и „Испанска балада“ (в оригинал „Еврейката от Толедо“ - 1955).
Лион Фойхтвангер е известен преди всичко като романист, но той е също майстор на новелата и краткия разказ. С класическа яснота, почти без помощта на диалога и описанията на душевни състояния, той разкрива тайните механизми, които движат обществените и политическите отношения, убеден, че последната дума в хода на човешката история има разумът.
След смъртта му през 1958 г. вдовицата на писателя учредява в негова чест литературната награда за историческа проза „Лион Фойхтвангер“.

### Романи
- Der tönerne Gott, 1910
- Die häßliche Herzogin Margarethe Maultasch, 1922-23
- Jud Süß, 1925

- Wartesaal-Trilogie:
  - Erfolg. Drei Jahre Geschichte einer Provinz, 1927-30
  - Die Geschwister Oppermann, 1933
  - Exil, 1937-39
- Josephus-Trilogie:
  - Der jüdische Krieg, 1931-32
  - Die Söhne, 1934-35
  - Der Tag wird kommen, 1939-42
- Der falsche Nero, 1936
- Die Brüder Lautensack, 1941-43
- Simone, 1943
- Die Füchse im Weinberg, 1944-46
- Venedig (Texas), 1946
- Goya oder der arge Weg der Erkenntnis, 1951 (Гоя или Трудният път към прозрението)
- Narrenweisheit oder Tod und Verklärung des Jean-Jacques Rousseau, 1950-52
- Испанска балада (в оригинал „Еврейката от Толедо“ - "Die Jüdin von Toledo"), 1952-55
- Jefta und seine Tochter, 1955-57